# Forces armées de Côte d'Ivoire
 (mai 2024).
La mise en forme du texte ne suit pas les recommandations de Wikipédia : il faut le « wikifier ».
Les points d'amélioration suivants sont les cas les plus fréquents. Le détail des points à revoir est peut-être précisé sur la page de discussion.
- Les titres sont pré-formatés par le logiciel. Ils ne sont ni en capitales, ni en gras.
- Le texte ne doit pas être écrit en capitales (les noms de famille non plus), ni en gras, ni en italique, ni en « petit »…
- Le gras n'est utilisé que pour surligner le titre de l'article dans l'introduction, une seule fois.
- L'italique est rarement utilisé : mots en langue étrangère, titres d'œuvres, noms de bateaux, etc.
- Les citations ne sont pas en italique mais en corps de texte normal. Elles sont entourées par des guillemets français : « et ».
- Les listes à puces sont à éviter, des paragraphes rédigés étant largement préférés. Les tableaux sont à réserver à la présentation de données structurées (résultats, etc.).
- Les appels de note de bas de page (petits chiffres en exposant, introduits par l'outil «  Source ») sont à placer entre la fin de phrase et le point final[comme ça].
- Les liens internes (vers d'autres articles de Wikipédia) sont à choisir avec parcimonie. Créez des liens vers des articles approfondissant le sujet. Les termes génériques sans rapport avec le sujet sont à éviter, ainsi que les répétitions de liens vers un même terme.
- Les liens externes sont à placer uniquement dans une section « Liens externes », à la fin de l'article. Ces liens sont à choisir avec parcimonie suivant les règles définies. Si un lien sert de source à l'article, son insertion dans le texte est à faire par les notes de bas de page.
- La présentation des références doit suivre les conventions bibliographiques. Il est recommandé d'utiliser les modèles {{Ouvrage}}, {{Chapitre}}, {{Article}}, {{Lien web}} et/ou {{Bibliographie}}. Le mode d'édition visuel peut mettre en forme automatiquement les références.
- Insérer une infobox (cadre d'informations à droite) n'est pas obligatoire pour parachever la mise en page.

Pour une aide détaillée, merci de consulter Aide:Wikification.
Si vous pensez que ces points ont été résolus, vous pouvez retirer ce bandeau et améliorer la mise en forme d'un autre article.
Les Forces armées de Côte d'Ivoire représentent la puissance militaire de la Côte d'Ivoire, responsables de la protection de la population, du territoire et des intérêts nationaux. Elles se composent principalement de quatre branches: l'Armée de terre, la Marine nationale, l'Armée de l'air et de la Gendarmerie nationale.

## Cadre légal des forces armées

### Disposition constitutionnelle
La loi N°2016-886 du 8 novembre 2016 portant Constitution de la République de Côte d’Ivoire, stipule que le Président de la République est le garant de l’indépendance nationale, de l’intégrité du territoire et du respect des traités et accords internationaux.

### Dispositions législatives et réglementaires
Le Ministre de la Défense est responsable, sous l’autorité du Président de la République, de l’exécution de la politique de Défense et en particulier, de l’organisation, de la gestion, de la mise en condition d’emploi et de la mobilisation de l’ensemble des Forces Armées ainsi que de l’infrastructure militaire qui leur est nécessaire. Il a autorité sur l’ensemble des Forces Armées et est responsable de leur sécurité.

## Organisation des forces armées

### Comité de coordination de la Défense
Le Comité de coordination de la Défense est chargé du suivi de la mise en œuvre des mesures prises par le Gouvernement et le Conseil Restreint de Défense. Il est composé de l’Inspecteur Général des Armées, l’Inspecteur Général de la Gendarmerie Nationale, le Chef d’Etat-major Général des Armées, le Commandant Supérieur de la Gendarmerie Nationale, le Contrôleur Général de l’Administration et des Finances de la Défense, les Chefs d’Etat-major de l’Armée de Terre, de l’Armée de l’Air et de la Marine Nationale, le Chef de Cabinet Militaire, et le Directeur Général des Affaires Stratégiques, qui assure le secrétariat.

### État-major
Le commandement des Armées relève du chef d’état-major général des Armées, en abrégé CEMGA, nommé par décret pris en conseil des ministres. Il est secondé par un chef d’état-major général des armées adjoint. Un état-major est institué pour chacune des armées. L’état-major de chaque armée est placé sous le commandement d’un chef d’état-major qui est secondé par un sous-chef d’état-major.

### Armée de terre
Les composantes sont placées sous le commandement du chef d'état-major de l'Armée de terre (CEMAT). L'Armée de terre compte 25 000 militaires d’active .

### Marine nationale
La Marine Nationale assure la surveillance, le contrôle et la défense des lagunes, des cours d’eau, du littoral et des espaces maritimes sous juridiction nationale et prend part à la surveillance communautaire du Golfe de Guinée.
Elle a des bases à Abidjan, San Pédro et Adiaké. La plupart de ses unités sont basées à Abidjan, à Locodjro.

### Armée de l'air
L’Armée de l’Air assure la surveillance et la défense de l’espace aérien national.

### Gendarmerie nationale
La Gendarmerie Nationale de Côte d’Ivoire est une force militaire instituée pour veiller à la sûreté publique, au maintien de l’ordre et à l’exécution des lois, dans le but de protéger les institutions, les personnes et les biens. Elle est placée sous l’autorité directe du Ministre de la Défense.

### Forces spéciales
Les Forces Spéciales sont des unités interarmées spécifiquement formées, instruites et entraînées pour mener un éventail de missions particulières, allant des opérations spéciales dans le cadre d’un conflit classique à celles relevant de la guerre non conventionnelle.

### Garde républicaine (GR)
La Garde républicaine, relevant du cabinet militaire de la Présidence de la République, opère en parallèle avec le Groupement de sécurité du président de la République, dont les membres proviennent des forces terrestres.
Fondamentalement, la mission de la garde républicaine consiste à assurer la sécurité et le protocole honorifique pour les plus hauts responsables de l'État et les institutions.

### Service de santé
L'Hôpital Militaire des Forces Armées de Côte d'Ivoire (FACI) occupe une position cruciale en fournissant des services de santé spécialisés aux membres des forces armées ivoiriennes et à leurs familles. Avec des installations à Abidjan, Bouaké, Korhogo, Daloa et Yamoussoukro, il offre des soins médicaux de qualité dans tout le pays. Parallèlement, le gouvernement ivoirien a lancé des projets de construction visant à renforcer les capacités médicales de l'armée, soulignant ainsi l'engagement continu envers le bien-être et la santé des forces armées, élément crucial pour maintenir leur efficacité opérationnelle.

## Effectifs

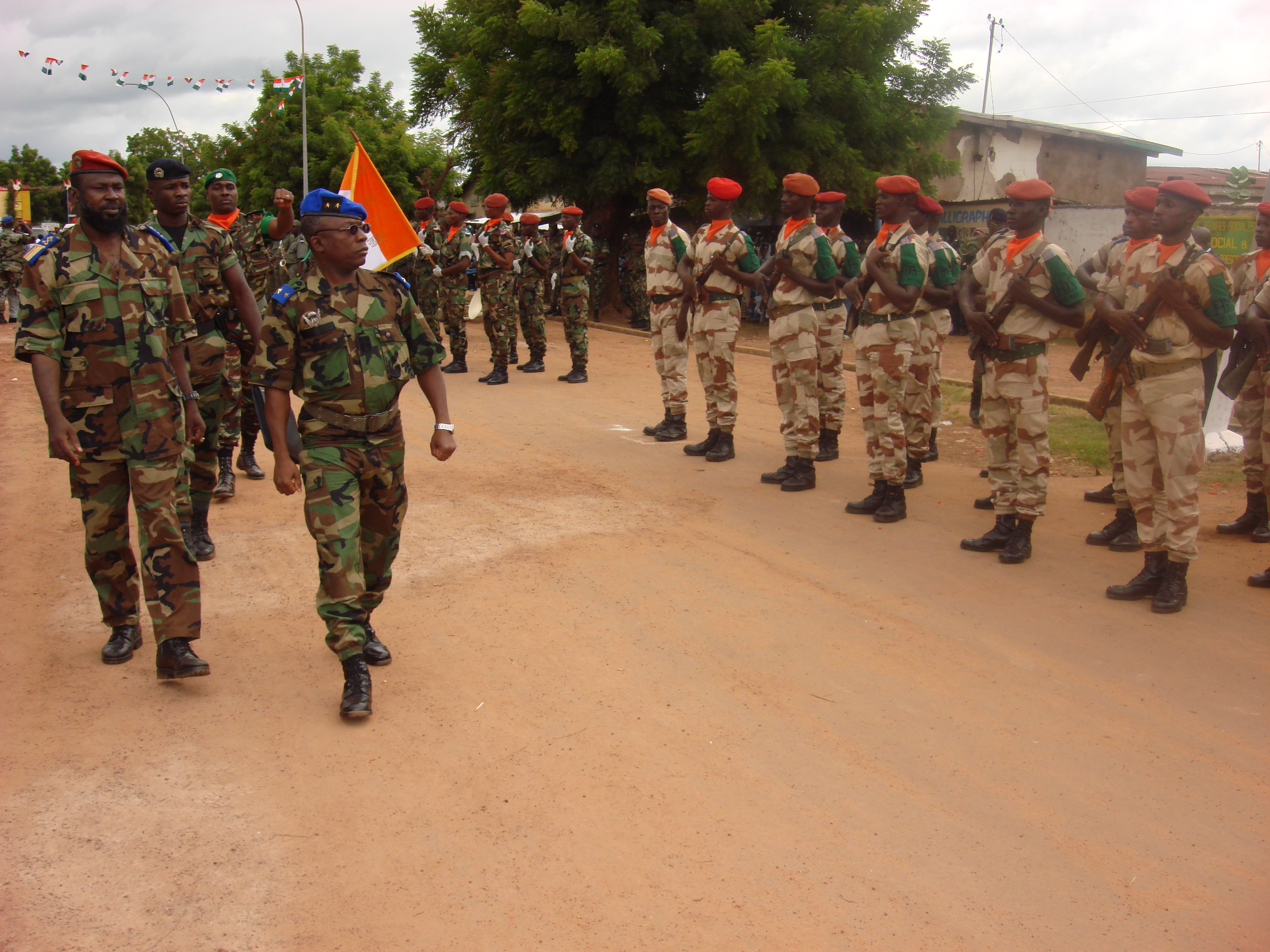
Le général Soumaila Bakayoko, ex-chef d'état-major des rebelles, passe en revue ses troupes des Forces nouvelles à Odienné en 2009.

Les forces armées de Côte d'Ivoire comptaient en décembre 2010, 60 000 hommes éléments dont 12 000 réservistes et 2 500 hommes appartenant à la Garde républicaine. Ce sont :
- les forces aériennes: 12 000 hommes ;
- les forces navales: 3 000 hommes ;
- les forces terrestres:30 000 hommes ;
- la gendarmerie: 15 000 hommes.

Les effectifs de cette armée avaient volontairement été limités par le président Félix Houphouët-Boigny qui voulait se prémunir d'un coup d'État. Cependant, l'instabilité provoquée par la mort du chef de l'Etat ont poussé l'armée sur le devant de la scène, avec notamment le coup d'État de Robert Guéï, ancien chef d'état-major, en 1999.
L'armée ivoirienne disposait en 2010 d'un effectif de 60 000 militaires et 12 000 réservistes, les 15 000 gendarmes étant dorénavant rattachés au ministère de l'Intérieur. L'effectif réel, dans le contexte de la crise ivoirienne de 2010-2011, reste difficile à déterminer. À la suite de l'avancée des forces d'Alassane Ouattara sur Abidjan en mars 2011, le leadership des forces armées à ce moment est peu clair, certains médias ayant rapporté la défection de plusieurs gradés, dont le chef des armées Philippe Mangou, potentiellement remplacé par le général de brigade Bruno Dogbo Blé, commandant de la garde républicaine avant la chute de Laurent Gbagbo,. De 2011 à 2017, le chef d'état-major de l'armée ivoirienne est un Soumaila Bakayoko.
En 2017, les effectifs de l’armée s'élèvent à 23 000 hommes. L'armée ivoirienne souffre du nombre trop important de sous-officiers, qui représentent 70% de ses effectifs, alors que ce ratio devrait être de 25%. Ce déséquilibre est dû à la promotion d'ex-rebelles intégrés dans l'armée en 2011 et aux mutineries de 2014.
En 2017, les anciens rebelles se mutinent à nouveau pour demander des bonus financiers, ce qui pousse le gouvernement à accélérer la mise en place d'un processus de démobilisation.

## Régions militaires
La Côte d'Ivoire est divisée en cinq régions militaires, chacune sous la responsabilité d'un colonel.

### LaIrerégion militaire
Elle concentre l'essentiel des effectifs, autour d'Abidjan. Les unités qui y sont basées sont :
- le 1er bataillon de commandos parachutistes (1er BCP) ;
- le 1er bataillon d'infanterie ;
- un bataillon blindé ;
- le bataillon d'artillerie sol-air (BASA) ;
- un bataillon de commandement et de soutien (BCS) ;
- du Groupement No 1 de la Garde républicaine

### LaIIerégion militaire
Son quartier-général est à Daloa. Elle dispose du 2e bataillon d'infanterie.

### LaIIIerégion militaire
Son quartier-général est situé à Bouaké. Les unités basées sont:
- le 3e bataillon d'infanterie;
- le 1er bataillon du génie;
- le bataillon d'artillerie sol-sol (BASS).

### LaIVerégion militaire,
Son quartier-général est à Korhogo. L'unité basée en son sein est le 4e bataillon d'infanterie.

## Forces spéciales
La crise politico-militaire a favorisé le développement des forces spéciales ivoiriennes, leur existence et leurs effectifs relèvent du secret défense. En 2011, Le président ivoirien Alassane Ouattara, par communiqué du gouvernement, indique que la nouvelle unité va renforcer le dispositif de sécurité mis en place dans le pays,.
Sous le commandement du général de brigade Lassina Doumbia, les éléments de la force spéciale ivoirienne ont suivi des formations intenses dans des pays étrangers dont le Maroc.
Une base militaire ivoirienne dans la sous-préfecture d’Olodio, dans le département de Tabou, a été attaquée par surprise dans la nuit du mardi 1er au mercredi 02 novembre 2015 par des individus non identifiés venus du Liberia voisin. Bilan: 7 morts côté ivoirien (3 militaires, 4 membres des Forces Spéciales), 4 morts côté assaillants.
Le 13 mars 2016, des terroristes lourdement armés ont assailli une plage de Grand-Bassam ainsi que trois établissements hôteliers qui se trouvaient à proximité. 45 minutes après le début de l'attaque, les forces spéciales ivoiriennes interviennent et tombent nez à nez avec les trois djihadistes sur la plage. L'affrontement est bref, les trois assaillants sont tués ainsi que trois membres des forces spéciales (2 par balle et 1 par éclat de grenade).

### Les forces spéciales dans un nouveau quartier général
Les Forces Spéciales Ivoiriennes (FSI) se préparent à dire au revoir à leur caserne provisoire d'Adiaké et à déménager dans un nouveau quartier général à Jacqueville. Dans le cadre des efforts continus visant à renforcer la sécurité nationale, le ministre d'État, ministre de la Défense, Tene Birahima Ouattara, a annoncé l'achèvement imminent de la construction d'une caserne dédiée aux Forces Spéciales Ivoiriennes. Située dans la pittoresque ville balnéaire de Jacqueville, cette nouvelle installation représente bien plus qu'un simple projet de construction. (2023)
Autorisée en 2022 par le Président de la République, commandant en chef des forces armées, la caserne sera dotée de toutes les infrastructures nécessaires pour assurer le bien-être des soldats et renforcer leurs capacités opérationnelles.

## Programme de réarmement
(août 2017).
Un rapport de l'ONU de 2009 signale un réarmement du pays créant de facto un certain déséquilibre militaire pouvant avoir des conséquences politiques et économiques. Un rapport de 2013 le confirme.
Les forces armées de Côte d'Ivoire bénéficient d'un programme de réarmement conséquent depuis la crise militaire de 2002. L'Armée de terre serait dotée de:

### Blindés
- 10 chars d'assaut T-55;
- 7 ERC-90 Sagaie
- 8 AML-90 et 6 AML-60
- 13 BMP-1;
- 30 BTR-60, et 6 BTR-80;
- 13 VAB (véhicules de l’avant blindés);
- des véhicules blindés Casspir;
- des véhicules blindés SAMIL 4x4;
- 13 BRDM-2;
- 10 RG-31 dit MAMBA MK II et 06 RG-12;
- 16 M3 Panhard VTT et 6 M3 Panhard twin 20 mm (anti-aérien)
- 10 blindés Kaïman bielorusses
- 9 ACMAT Bastion livrés en 2018

### Artillerie
- des dizaines de missiles antichars type konkur;
- M46 (field gun);
- 6 BM-21 (LRM);
- obusiers automoteurs 122 mm;
- environ 5 000 obus de même calibre;
- 200 mortiers de 120 / 82 mm;
- une trentaine de canons de 20 et 23 mm;
- plusieurs dizaines de canons de 90 mm;

### Armements
- milliers de grenades à main;
- des grenades à fragmentation et anti-véhicules pour bazookas;
- plus de 200 lance-roquettes type RPG-7 et RPG 28 en provenance pour la plupart de Chine;
- 100 mitrailleuses lourdes;
- 200 mitrailleuses légères Neguev;
- plusieurs dizaines de fusils de précision Dragunov;
- 5 000 fusils d’assaut (dont des Kalachnikovs et des 56-1);
- des quantités importantes de munitions (notamment pour pistolet-mitrailleur, fusil d'assaut et mitrailleuses).

### Autres véhicules
- plus de 500 véhicules ACMAT: VLRA et ALTV;
- 200 camions de transport de troupes.
- 9 AMX (Hummer de SYLLA)
- 22 UAZ-3151 jeep 4x4

### Aviation
- drones israéliens type Hunter;
- 4 Puma SA330 hélicoptère (septembre 2012)[19]
- 1 Mil Mi-8 Hip hélicoptère;
- 2 Mil Mi-17 Hip hélicoptère;

- 6 Mil Mi-24V Hind hélicoptère d'attaque;
- 2 Mikoyan MiG-23MLD Flogger-G FGA ;
- 4 Soukhoï Su-25 Frogfoot Su-25UB (2) Jet Attack\FGA (2) ;
- 2 Un Mikoyan Gourevitch MIG-25 (avion de combat) ;
- 1 hélicoptère dauphin SA365 de la police nationale (livré le 23 décembre 2014).
- 1 hélicoptère AW139VIP en 2015[20].

En janvier 2017, Le TITUS de Nexter (véhicule blindé 6X6) est présenté au salon ShieldAfrica organisé à Abidjan (Côte d'Ivoire) est testé à l’occasion d’une évaluation menée par les Forces ivoiriennes sur le champ de tir de Lomo-Nord, dans le centre du pays.
En mars 2019, un avion de transport casa C-295w était rendu opérationnel au profit des forces.